# Giuliana e Semproniana

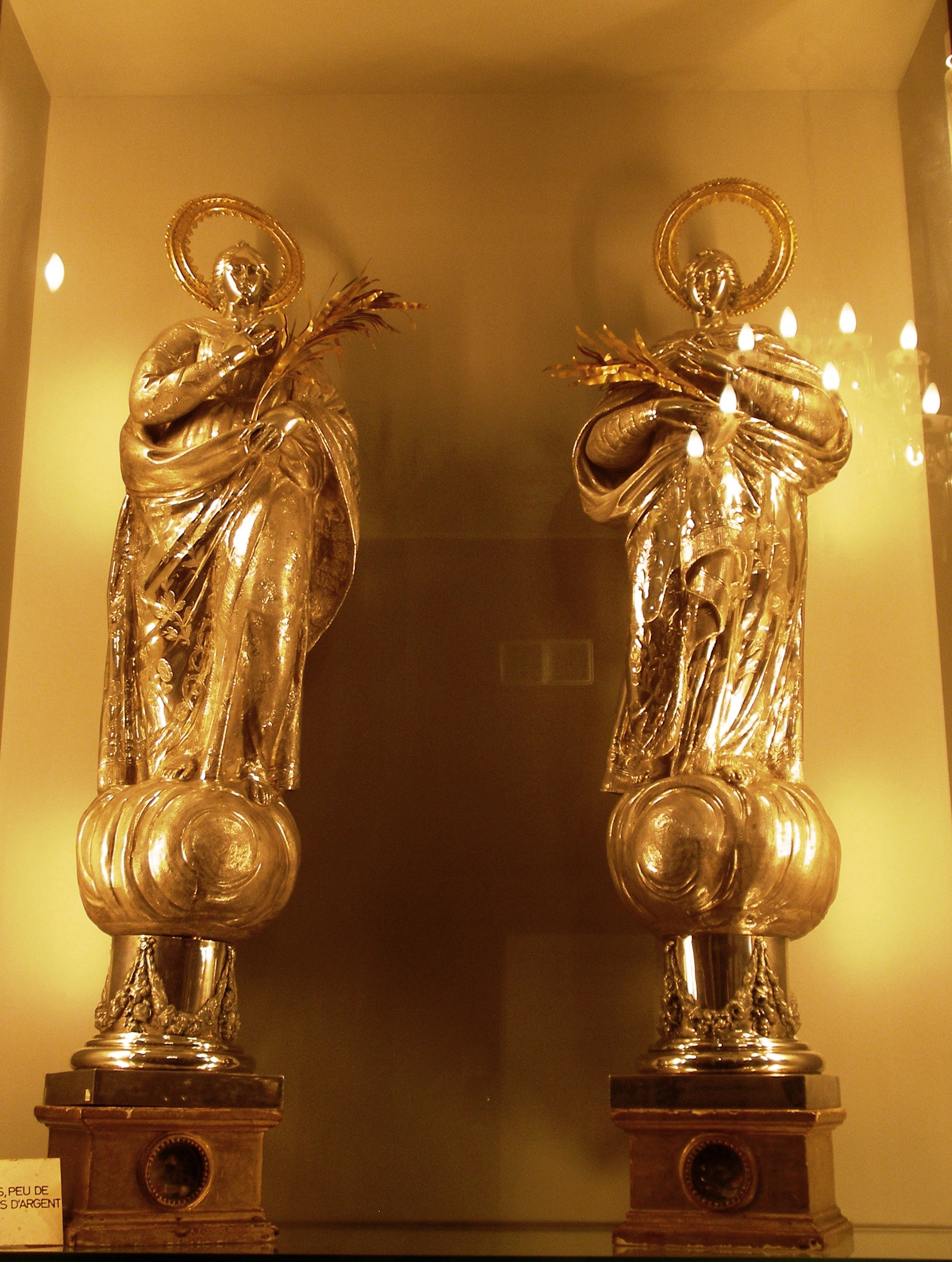
Le statue-reliquiario delle sante Giuliana e Semproniana nella basilica di Santa Maria de Mataró

Giuliana e Semproniana sono una coppia di martiri cristiane degli inizi del IV secolo: il loro culto fu approvato da papa Pio IX nel 1850.

## Culto
Secondo una tradizione risalente almeno al XII secolo, le vergini Giuliana e Semproniana erano sorelle ed erano discepole di Cucufate. Sotto l'impero di Diocleziano, assistettero al martirio del loro maestro e, arrestate, furono messe a morte due giorni dopo.
Le loro reliquie sono conservate nella chiesa del monastero di Sant Cugat.
Il loro culto come sante fu confermato da papa Pio IX con decreto del 13 settembre 1850.
La loro festa era celebrata a Sant Cugat del Vallès e a Mataró il 27 luglio.